# The Record
The Record – debiutancka płyta zespołu Fear wydana w 1982 przez wytwórnię Slash Records. Materiał nagrano w grudniu 1981 w "Sound City Studios" (Van Nuys).

## Lista utworów
1. "Let's Have a War" (L. Ving, P. Cramer) – 2:17
2. "Beef Boloney" (L. Ving) – 1:45
3. "Camarillo" (L. Ving, P. Cramer) – 1:06
4. "I Don't Care About You" (L. Ving) – 1:48
5. "New York's Alright If You Like Saxophones" (L. Ving) – 2:07
6. "Gimme Some Action" (L. Ving) – 0:58
7. "Foreign Policy" (L. Ving) – 2:15
8. "We Destroy the Family" (L. Ving, P. Cramer) – 1:53
9. "I Love Livin' in the City" (L. Ving) – 2:03
10. "Disconnected" (L. Ving) – 2:05
11. "We Gotta Get out of This Place" (B. Mann, C. Weil) – 2:38
12. "Fresh Flesh" (L. Ving, D. Scratch) – 1:42
13. "Getting the Brush" (D. Scratch) – 2:30
14. "No More Nothing" (L. Ving) – 1:29

CD 1991
1. "Fuck Christmas" (P. Cramer) – 0:44

## Skład
- Lee Ving – śpiew, gitara, gitara basowa
- Philo Cramer – gitara, śpiew
- Derf Scratch – gitara basowa, saksofon, śpiew
- Spit Stix – perkusja

produkcja
- Gary Lobow – producent
- Bruce Barris – inżynier dźwięku
- Geza X – mix
- Greg Lee – mastering

## The Fear Record
The Fear Record – szósta płyta zespołu Fear wydana w 2012 przez wytwórnię The End Record. Materiał nagrano w Los Angeles w studiach: "The Compound" i "606 West". Zawartość albumu stanowią ponownie nagrane utwory pochodzące z debiutanckiego The Record. 

### Lista utworów
1. "I Love Livin' in the City" (L. Ving) – 2:01
2. "New York's Alright If You Like Saxophones" (L. Ving) – 2:23
3. "I Don't Care About You" (L. Ving) – 1:50
4. "Let's Have a War" (L. Ving, P. Cramer) – 2:22
5. "Gimme Some Action" (L. Ving) – 1:01
6. "Foreign Policy" (L. Ving) – 0:59
7. "Beef Boloney" (L. Ving) – 2:09
8. "We Destroy the Family" (L. Ving, P. Cramer) – 1:52
9. "Camarillo" (L. Ving, P. Cramer) – 1:09
10. "Disconnected" (L. Ving) – 2:08
11. "We Got to Get Out of This Place" (B. Mann, C. Weil) – 2:38
12. "Fresh Flesh" (L. Ving, D. Scratch) – 1:44
13. "Getting the Brush" (D. Scratch) – 2:32
14. "No More Nothing" (L. Ving) – 1:31

### Skład
- Lee Ving – śpiew, gitara, gitara basowa
- Dave Stark – gitara, śpiew
- Paul Lerma – gitara basowa, śpiew
- Andrew Jaimez – perkusja

gościnnie
- David Urquitti – saksofon w "New York's Alright If You Like Saxophones"

produkcja
- Fear – producent
- John Lousteau – inżynier dźwięku
- Andrew Jamiez – inżynier dźwięku
- Bill Stevenson – mix
- Jason Livermore – mastering